# Тихань (посёлок)
Ти́хань (венг. Tihany) — посёлок на полуострове на озере Балатон в Венгрии, в медье Веспрем. Население — 1 369 человек (на 1 января 2015 г.).

## География
Полуостров Тихань образовался в результате вулканической деятельности и в течение нескольких веков был островом. Сейчас это полуостров, возвышающейся над уровнем озера на 200 м и вдающийся в него на 5 км. От крайней точки полуострова до противоположного берега всего 1,5 км — это самое узкое место на Балатоне.

## История
История местечка берет начало в 1055 году, когда король Андраш I со своей женой Анастасией Ярославной основали здесь аббатство. По легенде, пораженная этими местами, киевская княжна воскликнула: «Ах, какая Тихонь!». И в наши дни эти места известный красотой своих пейзажей, тишиной и спокойствием, а также лавандовыми полями и продукцией из лаванды.
В аббатстве Андраш I и был похоронен. Это единственное сохранившееся королевское захоронение дотурецкого периода в Венгрии.
Монастырская церковь была в 1754 году реконструирована в стиле барокко.
В ноябре 1921 года аббатстве содержался арестованный Карой IV Габсбург — после второй и последней попытки вернуть Венгерский престол. 
В 1962 г. в Тихани прошёл I Тиханьский симпозиум по радиационной химии.

## Население
| Год  | Численность | Численность |
| ---- | ----------- | ----------- |
| 1870 | 734         | [ 3 ]       |
| 1880 | 842         | [ 3 ]       |
| 1890 | 893         | [ 3 ]       |
| 1900 | 890         | [ 3 ]       |
| 1910 | 806         | [ 3 ]       |
| 1920 | 848         | [ 3 ]       |
| 1930 | 1036        | [ 3 ]       |
| 1941 | 1027        | [ 3 ]       |
| 1949 | 1172        | [ 3 ]       |
| 1960 | 1310        | [ 3 ]       |
| 1970 | 1445        | [ 4 ]       |
| 1980 | 1592        | [ 4 ]       |
| 1990 | 1493        | [ 4 ]       |
| 2001 | 1452        | [ 4 ]       |
| 2011 | 1368        | [ 4 ]       |
| 2013 | 1358        | [ 5 ]       |
| 2014 | 1381        | [ 6 ]       |
| 2015 | 1369        | [ 7 ]       |
| 2021 | 1393        | [ 8 ]       |
| 2022 | 1238        | [ 9 ]       |
| 2023 | 1334        | [ 10 ]      |
| 2024 | 1338        | [ 1 ]       |

## Города-побратимы
- Szántód[вд], Венгрия[11]
- Дайдесхайм, Германия[11]
- Одорхею-Секуеск, Румыния[11]
- Сен-Флоран-ле-Вьей[вд], Франция[11]

## Галерея
- Дом перца в Тихане
- Вид сверху (с воздуха) на Тихонь
- Аббатство